# Romaner skrevet på færøsk
Liste over romaner for voksne, som oprindelig er skrevet på færøsk. Det færøske skriftsprog er ret nyt, det var V.U. Hammershaimb, som lavede reglerne for hvorledes det færøske sprog skulle skrives, disse retskrivningsregler er blevet brugt siden midten af det 19. århundrede, men det var først i det 20. århundrede at de første romaner blev skrevet på færøsk. Den allerførste roman var Bábelstornið, som udkom i 1909. De kendte færøske forfattere William Heinesen og Jørgen-Frantz Jacobsen skrev deres romaner på dansk og er derfor ikke med i listen, deres bøger anses dog som en del af den færøske litteratur, bare ikke sprogligt. Nedenfor ses en liste over færøske romaner, som blev skrevet på færøsk, som er udkommet i ca. 100 år fra 1909 til 2010. (Skaldsøga = roman)
- 1909 - Bábelstornið / Regin í Líð. - Tórshavn : Hitt føroyska bókmentafelagið, 1909. - 262 sider
- 1927 - Aðru ferð : ein framtíðarmynd / Victor Danielsen. - Tórshavn : V. Danielsen, 1927. - 62 sider
- 1927 - Beinta / H. A. Djurhuus. - Tórshavn : [s.n.], 1927. - 157 sider
- 1930 - Lognbrá / Heðin Brú. - Tórshavn : Varðin og Merkið, 1930. - 151 sider
- 1935 - Fastatøkur / Heðin Brú. - Tórshavn : Varðin, 1935. - 205 sider
- 1940 - Feðgar á ferð / Heðin Brú. - Tórshavn : Varðin, 1940. - 159 sider
- 1946 - Fiskimenn / Martin Joensen. - Tórshavn : Norrøna forlagið, 1946. - 322 sider
- 1947 - Nei - lyftið sveik ikki / Victor Danielsen. - Tórshavn : Norrøna forlagið, 1947. - 102 sider
- 1952 - Hitt ævinliga gonguverkið / H.M. Eidesgaard. - Tórshavn : Eysturlund, 1952. - 152 sider
- 1952 - Tað lýsir á landi / Martin Joensen. - Tórshavn : Varðin, 1952. - 344 sider
- 1958 - Yrkjarin úr Selvík og vinir hansara / Jens Pauli Heinesen. - Tórshavn : J.P. Heinesen, 1958. - 210 sider
- 1962 - Tú upphavsins heimur / Jens Pauli Heinesen. - Tórshavn : J.P. Heinesen, 1962-1966. - 3 bind. - 409 sider
- 1963 - Leikum fagurt ... / Heðin Brú. - Tórshavn : H. Brú, 1963. - 195 sider
- 1968 - Nógv ímillum : kristilig skaldsøga / Hans J. Ellingsgaard. - Tórshavn : Kirkjuliga Missiónsfelagið, 1968. - 85 sider
- 1970 - Men lívið lær : skaldsøga / Heðin Brú. - Tórshavn : Varðin, 1970. - 321 sider
- 1971 - Rannvá / Dagmar Joensen-Næs. - Tórshavn : D. Joensen-Næs, 1971. - 114 sider
- 1972 - Tað stóra takið / Heðin Brú. - Tórshavn : Emil Thomsen, 1972. - 251 sider
- 1973 - Frænir eitur ormurin : skaldsøga / Jens Pauli Heinesen. - Tórshavn : J.P. Heinesen, 1973. - 466 sider
- 1977 - Rekamaðurin / Jens Pauli Heinesen. - Tórshavn : Gestur, 1977. - 117 sider
- 1977 - Skitsur : býurin og stórbýurin / Magnus Dam Jacobsen. - Bagsværd : M.D. Jacobsen, 1977. - 164 sider
- 1978 - Osvald : skaldsøga / Valdemar Poulsen. - Tórshavn : Bókagarður, Emil Thomsen, 1978. - 269 sider
- 1978 - Abbastova : skaldsøga / Louis Zachariasen. - Tórshavn : Bókagarður, Emil Thomsen, 1978. - 169 sider
- 1979 - Tey telgja sær gudar : skaldsøga / Jens Pauli Heinesen. - Tórshavn : Gestur, 1979. - 133 sider
- 1979 - Seinnapartur / Carl Johan Jensen. - Tórshavn : C.J. Jensen, 1979. - 59 sider
- 1980 - Nú ert tú mansbarn á foldum : skaldsøga / Jens Pauli Heinesen. - Tórshavn : Gestur, 1980. - 162 sider
- 1981 - Lýsir nú fyri tær heimurin : skaldsøga / Jens Pauli Heinesen. - Tórshavn : Gestur, 1981. - 126 sider
- 1982 - Leikur tín er sum hin ljósi dagur : skaldsøga / Jens Pauli Heinesen. - Tórshavn : Gestur, 1982. - 167 sider
- 1982 - Lívsins summar / Oddvør Johansen. - Tórshavn : Orð og Løg, 1982. - 175 sider
- 1983 - Markleys breiðist nú fyri tær fold : skaldsøga / Jens Pauli Heinesen. - Tórshavn : Gestur, 1983. - 192 sider
- 1984 - Lokkalogi : skaldsøga / Marianna Debes Dahl. - Tórshavn : Fannir, 1984. - 160 sider
- 1984 - Eitt dýpi av dýrari tíð : skaldsøga / Jens Pauli Heinesen. - Tórshavn : Gestur, 1984. - 131 sider
- 1984 - Hall : skaldsøga / Steinbjørn B. Jacobsen. - Tórshavn : S. Jacobsen, 1984. - 134 sider
- 1986 - Onglalag : skaldsøga / Marianna Debes Dahl. - Tórshavn : Fannir, 1986. - 130 sider
- 1987 - Tað heita summarið : skaldsøga / Høgni av Heiði. - København : Mentunargrunnur studentafelagsins, 1987. - 136 sider
- 1987 - Deyðin sendir apríl / Einar Petersen. - Sørvágur : Scorpio, 1987. - 93 sider
- 1988 - Faldalín : skaldsøga / Marianna Debes Dahl. - Tórshavn : Fannir, 1988. - 196 sider
- 1988 - Dælt er manni vitandi orð / Óli Dahl. - Tórshavn : Fannir, 1988. - 119 sider
- 1988 - Í andgletti : skaldsøga / Jens Pauli Heinesen. - Tórshavn : Gestur, 1988. - 167 sider
- 1988 - Handan fyri havið - býurin og bygdin / Magnus Dam Jacobsen. - Tórshavn : Exlibris, 1988. - 141 sider
- 1990 - ... hvørt við sínar náðir : ein skaldsøga / D. P. Danielsen. - Tórshavn : Fannir, 1990. - 246 sider
- 1990 - Skert flog / Bergtóra Hanusardóttir. - København : Mentunargrunnur studentafelagsins, 1990. - 147 sider
- 1990 - Blíð er summarnátt á Føroyalandi / Jógvan Isaksen. - København : Mentunargrunnur studentafelagsins, 1990. - 263 sider
- 1990 - Tvey : skaldsøga / Martin Næs. - Tórshavn : Fannir, 1990. - 106 sider
- 1990 - Á Suðurlandið / Kristian Osvald Viderø. - Tórshavn : Bókagarður, Emil Thomsen, 1990. - 252 sider
- 1991 - Undir suðurstjørnum : skaldsøga / Gunnar Hoydal. - Kollafjørður : Árting, 1991. - 265 sider
- 1991 - Kasta : skaldsøga / Steinbjørn B. Jacobsen. - Tórshavn : S. Jacobsen, 1991. - 116 sider
- 1991 - Gummistivlarnir eru tær einastu tempulsúlurnar, sum vit eiga í Føroyum / Jóanes Nielsen. - København : Mentunargrunnur studentafelagsins, 1991. - 126 sider
- 1992 - Vívil : skaldsøga / Marianna Debes Dahl. - Tórshavn : Fannir, 1992. - 150 sider
- 1992 - Bláfelli : skaldsøga / Jens Pauli Heinesen. - Tórshavn : Gestur, 1992. - 246 sider
- 1993 - Ein mamma er ein mamma : skaldsøga / Oddvør Johansen. - København : Mentunargrunnur studentafelagsins, 1993. - 170 sider
- 1994 - Við bivandi hjarta : skaldsøga / Høgni av Heiði. - København : Mentunargrunnur studentafelagsins, 1994. - 127 sider
- 1994 - Reglur : eitt brotsverk / Tóroddur Poulsen. - Tórshavn : Fannir, 1994. - 132 sider
- 1994 - Gráur oktober / Jógvan Isaksen. - København : Mentunargrunnur studentafelagsins, 1994. - 243 sider
- 1995 - Eitt slag av tíð / Ólavur í Beiti. - Sørvágur : Grønhólmur, 1995. - 247 sider
- 1995 - Rúm : ein tekstur í fjúrtan pørtum / Carl Jóhan Jensen. - København : Mentunargrunnur studentafelagsins, 1995. - 283 sider
- 1995 - Tá ið tú kemur / Ólavur í Beiti. - Sørvágur : Grønhólmur, 1996. - 208 sider
- 1996 - Á ólavsøku : summarkrimi í 9 pørtum / Jógvan Isaksen. - Nivå : Antonia, 1996. - 86 sider - ISBN 99918-43-11-6
- 1996 - Duldar leiðir / Mina Reinert. - København : Mentunargrunnur studentafelagsins, 1996. - 223 sider
- 1997 - Sót og søgn / Tóroddur Poulsen. - Tórshavn : Fannir, 1997. - 144 sider - ISBN 99918-49-12-2
- 1997 - Myrkar nætur / Sonni Jacobsen. - Sørvágur : Ytstifjórðingur, 1997. - 185 sider - ISBN 99918-934-3-1
- 1997 - Páskaódnin / Jóanes Nielsen. - København : Mentunargrunnur studentafelagsins, 1997. - 176 sider - ISBN 99918-43-14-0
- 1998 - Teir bláu / Sonni Jacobsen. - Sørvágur : Ytstifjórðingur, 1998. - 245 sider - ISBN 99918-934-4-X
- 1998 - Í morgin er aftur ein dagur / Oddvør Johansen. - København : Mentunargrunnur studentafelagsins, 1998. - 224 sider - ISBN 99918-43-18-3
- 1999 - Vónbrot : skaldsøga / Oluf Djurhuus. - Innan Glyvur : O. Djurhuus, 1999. - 122 sider - ISBN 99918-3-068-5
- 1999 - Suðar dýpið reyða / Bergtóra Hanusardóttir. - København : Mentunargrunnur studentafelagsins, 1999. - 184 sider - ISBN 99918-43-24-8
- 1999 - Ein ódeyðilig sál - og aðrar / Jens Pauli Heinesen. - København : Mentunargrunnur studentafelagsins, 1999. - 297 sider - ISBN 99918-43-20-5
- 1999 - Dalurin fagri : skaldsøga / Gunnar Hoydal. - Tórshavn : Føroya lærarafelag, 1999. - 309 sider
- 1999 - Úr támi tíðarinnar / Sonni Jacobsen. - Sørvágur : Ytstifjórðingur, 1999. - 191 sider - ISBN 99918-934-5-8
- 1999 - Tey, ið undan fóru : skaldsøga / Oluf Djurhuus. - Innan Glyvur : O. Djurhuus, 2000. - 155 sider - ISBN 99918-3-087-1
- 2000 - Koparskrínið / Jens Pauli Heinesen. - København : Mentunargrunnur studentafelagsins, 2000. - 120 sider - ISBN 99918-43-30-2
- 2000 - Hjá dvørgum í Niðafjøllum : ævintýrsøga / Annfinnur í Skála. - Tórshavn : Sprotin, 2000. - 264 sider Rað: Heimurin forni 1. ISBN 99918-44-45-7
- 2000 - Ferðin til Zambora : ævintýrsøga / Annfinnur í Skála. - Tórshavn : Sprotin, 2000. - 267 sider. Rað: Heimurin forni 2. ISBN 99918-44-46-5
- 2001 - Tá ið eg havi málað summarhúsið : skaldsøga / Oddvør Johansen. - København : Mentunargrunnur studentafelagsins, 2001. - 116 sider - ISBN 99918-43-34-5
- 2001 - Gutthús : skaldsøga / Oluf Djurhuus. - Innan Glyvur : O. Djurhuus, 2002. - 137 sider - ISBN 99918-963-0-9
- 2002 - Bygdarmenning : skaldsøga / Andras Miðskarð. - Klaksvík : A. Miðskarð, 2002. - 215 sider - ISBN 99918-3-119-3
- 2003 - Eitrandi blóð / Sonni Jacobsen. - Sørvágur : Ytstifjórðingur, 2003. - 188 sider, ISBN 99918-934-7-4
- 2004 - Hjálpt úr neyð : skaldsøga / Absalon Absalonsen. - Tórshavn : Løkur lítli, 2004. - 229 sider, ISBN 99918-994-1-3
- 2004 - Hvør var Nimrod? / Jens Pauli Heinesen. - København : Mentunargrunnur studentafelagsins, 2004. - 178 sider, ISBN 99918-43-52-3 (Printfejl i bogen: 99918-46-52-3)
- 2004 - Sebastians hús : skaldsøga / Oddvør Johansen. - København : Mentunargrunnur studentafelagsins, 2004. - 128 sider, ISBN 99918-43-48-5
- 2004 - Meðan sólin í eystri roðar : skaldsøga / Jóannes Kjølbro. - [S.l.] : J. Kjølbro, 2004. - 175 ssider, ISBN 99918-3-158-4
- 2004 - der græder så mangen / Kári Petersen. - Tórshavn : K. Petersen, 2004. - 198 sider, ISBN 99918-3-170-3
- 2005 - Sornhúsfólkini : skaldsøga / Absalon Absalonsen ; perma og myndir: Absalon Absalonsen. - Tórshavn : Løkur lítli, 2005. - 244 sider, ISBN 99918-994-2-1
- 2005 - Messias II ella Synd drepur Guð : ein leysasøga / Elias Askham. - København : Mentunargrunnur studentafelagsins, 2005. - 356 sider, ISBN 99918-43-61-2
- 2005 - Mørk / Vida Akselsdóttir Højgaard. - København : Mentunargrunnur studentafelagsins, 2005. - 180 sider, ISBN 99918-43-59-0
- 2005 - Krossmessa / Jógvan Isaksen. - København : Mentunargrunnur studentafelagsins, 2005. - 289 sider, ISBN 99918-43-62-0
- 2005 - Ó- : søgur um djevulskap / Carl Jóhan Jensen. - Vestmanna : Sprotin, 2005. - 786 sider, ISBN 99918-44-74-0
- 2005 - Hvirlan / Dagny Joensen. - København : Mentunargrunnur studentafelagsins, 2005. - 174 sider
- 2005 - Glansbílætasamlararnir : skaldsøga / Jóanes Nielsen. - København : Mentunargrunnur studentafelagsins, 2005. - 276 sider, ISBN 99918-43-57-4
- 2006 - Burtur : skaldsøga / Bergtóra Hanusardóttir. - København : Mentunargrunnur studentafelagsins, 2006. - 418 ssider, ISBN 99918-43-70-1
- 2006 - Í havsins hjarta : skaldsøga / Gunnar Hoydal. - Vestmanna : Sprotin, 2007. - 517 síður, ISBN 978-99918-44-87-9
- 2007 - Adventus Domini / Jógvan Isaksen. - København : Mentunargrunnur studentafelagsins, 2007. - 253 sider, ISBN 978-99918-43-77-3
- 2007 - Tema við slankum / Sólrún Michelsen. - København : Mentunargrunnur studentafelagsins, 2007. - 118 sider, ISBN 978-99918-43-76-6
- 2008 - Útvølir / Tóroddur Poulsen. - København : Mentunargrunnur studentafelagsins, 2008. - 185 sider, ISBN 978-99918-43-82-7
- 2008 - Metusalem / Jógvan Isaksen. - København : Mentunargrunnur studentafelagsins, 2008. - 316 sider, ISBN 978-99918-43-80-3
- 2009 - Norðlýsið / Jógvan Isaksen. - København : Mentunargrunnur studentafelagsins, 2009. - 290 sider
- 2010 - Dirvi til at liva / David Johannesen. - Miðvágur : Vón, 2010. - 135 sider[1]
- 2010 - Norska Løva / Jógvan Isaksen. - København : Mentunargrunnur studentafelagsins, 2010. - 268 sider. ISBN 978-99918-43-92-6
- 2011 - Deydningar dansa á sandi / Jógvan Isaksen. - København : Mentunargrunnur studentafelagsins, 2011. - 372 sider. ISBN 978-99918-43-98-8
- 2011 - Brahmadellarnir / Jóanes Nielsen. - København : Mentunargrunnur studentafelagsind, 2011. - 364 sider. ISBN 978-99918-43-95-7
- 2011 - Tey bæði : trúfesti og fullkomin friður / Hanus Samró. - Tórshavn : H. Samró, 2011. - 172 sider. ISBN 978-99918-3-339-2
- 2011 - Vitjan... : framtíðarskaldsøga / Annfinnur í Skála. - Vestmanna : Sprotin, 2011. - 310 sider. ISBN 978-99918-71-67-7
- 2012 - Tann fimti maðurin / Jógvan Isaksen. - København : Amaldus [i.e. Mentunargrunnur studentafelagsins], 2012. - 287 sider. ISBN 978-99918-75-03-3
- 2012 - Skugganna land / Annfinnur í Skála. - Vestmanna : Sprotin, 2012. - 553 sider. ISBN 978-99918-71-55-4
- 2013 - Hinumegin er mars / Sólrún Michelsen. - København : Mentunargrunnur studentafelagsins, 2013. - 144 sider. ISBN 978-99918-75-05-7[2]
- 2013 - Prædikarin / Jógvan Isaksen. - Keypmannahavn : Mentunargrunnur studentafelagsins, 2013. 300 sider. ISBN 978-99918-75-12-5
- 2013 - Brot / Páll Nolsøe. - Vestmanna : Sprotin, 2013. - 466 sider.
- 2013 - Hans Jensen / Hanus Samró. - Tórshavn. 424 sider.[3]
- 2013 - Ljósar tíðir / Agnar Artúvertin. - 186 sider. Forlag: Gwendalyn. ISBN 978-99918-842-2-6[4]
- 2013 - Offurmorðið / Durita Holm, krimi. Freya. 403 sider. ISBN 978-99918-43-87-2[5]
- 2014 - Hinumegin er mars / Sólrún Michelsen. - Mentunargrunnur Studentafelagsins, 2014. - 144 sider.
- 2014 - Korallin í Tallin / Agnar Artúvertin. - Gwendalyn, 2014. - 191 sider.
- 2014 - Eg síggi teg betur í myrkri / Carl Jóhan Jensen. - Sprotin, 2014. - 520 sider.
- 2014 - Vølundarhús / Jógvan Isaksen. - Mentunargrunnur Studentafelagsins, 2014. - 300 sider.
- 2015 - Hinumegin garðin / William Smith - Sprotin, 2015. - 149 sider.
- 2015 - Einsamøll í Lítlu Dímun / Agnar Artúvertin. - Gwendalyn, 2015. - 185 sider.
- 2015 - Hitt blinda liðið / Jógvan Isaksen. - Mentunargrunnur Studentafelagsins, 2015. - 291 sider.
- 2015 - Bókin um tað góða / Carl Jóhan Jensen. - Sprotin, 2015. - 238 sider.
- 2016 - Stjørnustundir í skugga / Høgni Debes Joensen. - Sprotin, 2016. - 228 sider.
- 2016 - Drotningaringurin / Jógvan Isaksen. - Marselius, 2016. - 313 síður.
- 2016 - Bommhjarta / Jóanes Nielsen. - Mentanargrunnur Studentafelagsins, 2016. - 369 sider.
- 2016 - Deyðin fer í bindiklubb / Steintór Rasmussen. - Sprotin, 2016. - 307 sider.
- 2016 - Óendaliga vera / Marjun Syderbø Kjelnæs. - Føroya Lærarafelag, 2016. - 310 sider.
- 2017 - Framtíðarvónir / David Johannesen. - Vón, 2017. - 118 sider.
- 2017 - Hevndin úr havsins dýpi / Steintór Rasmussen. - Sprotin, 2017. - 305 sider.